# الحارث بن تميم
أبو عمرو الحارث بن تميم بن سعد الهذلي فارس وسيد من سادات العرب في الجاهلية وسيد هذيل في عصرة وأحد وجهاء مكة الذين لبوا نداء عمرو بن لحي الخزاعي.

## النسب
ينتمي الحارث بن تميم الى قبيلة هذيل وهو:
- الحارث بن تميم بن سعد بن هذيل بن مدركة بن الياس بن مضر بن نزار بن معد بن عدنان.[1]
- وامه هي الكنود بنت لحيان بن هذيل بن مدركة بن الياس بن مضر بن نزار بن معد بن عدنان.

تزوج الحارث بن تميم من:
- هند بنت مازن بن كاهل بن أسد بن خزيمة الأسدية.
- سلمى من بني طابخة بن الياس بن مضر بن نزار بن معد بن عدنان.[2]
- لبنى بنت الحارث بن النمر بن بن جرءة بن أسيد بن عمرو بن تميم التميمية.[3]

وانجب منهن كل بنوه وهم :
- عمرو بن الحارث - وبه يكنى
- كاهل بن الحارث
- ثعلبة بن الحارث
- مالك بن الحارث
- ليلى بنت الحارث
- دبه بنت الحارث

## سواع
ويذكر ابن الكلبي ما يفيد بإن عمرو بن لحي الخزاعي، الرجل الذي نشر عبادة الأصنام بين العرب، دفع بصنم "سواع" إلى الحارث بن تميم بن سعد بن هذيل، الذي كان وجيهًا ورئيسا في مضر. وقد أصبح "سواع" موضع تقديس في أرض "رهاط" قرب بطن نخلة، حيث كان يُعبد من قِبَل مَن يليه من مضر. قال ابن الكلبي.
| الحارث بن تميم | قال وأجابت عمرو بن لحي مضر بن نزار فدفع إلى رجل من هذيل يقال له الحارث بن تميم بن سعد بن هذيل بن مدركة بن إلياس بن مضر سواعا فكان بأرض يقال لها رهاط من بطن نخلة يعبده من يليه من مضر | الحارث بن تميم |

وأورد ابيات شعر لشاعر من العرب يقول فيها.